# Pachygaster characta
Pachygaster characta is een vliegensoort uit de familie van de Stratiomyidae. De wetenschappelijke naam van de soort is voor het eerst geldig gepubliceerd in 1961 door Kraft and Cook.